# Helina prominenicauda
Helina prominenicauda är en tvåvingeart som beskrevs av Wu 1991. Helina prominenicauda ingår i släktet Helina och familjen husflugor. Inga underarter finns listade i Catalogue of Life.